# San Lázaro de los armenios
San Lazzaro degli Armeni (traducido al español: San Lázaro de los armenios, en armenio: Սուրբ Ղազար կղզի) es una pequeña isla en la laguna de Venecia, el noreste de Italia, situada inmediatamente al oeste del Lido, completamente ocupada por un monasterio que es la sede principal de la Orden mequitarista, siendo la isla uno de los centros más importantes en el mundo para la cultura armenia.

## Historia

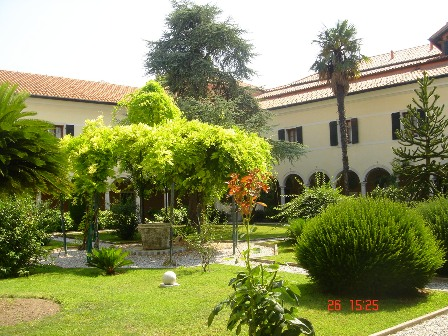
Un jardín en el monasterio de San Lázaro de los Armenios/ San Lazzaro degli Armeni / Սուրբ Ղազար կղզի.

El aislamiento del islote a cierta distancia de las islas principales que forman la actual ciudad de Venecia, hizo de él un lugar ideal para una estación de cuarentena  y un hospital de leprosos (un lazareto) fundado en el siglo XII, recibiendo el nombre de San Lázaro ya que es el santo patrono de los leprosos. Abandonada la isla y el lazareto en el siglo XVI, dos siglos después en 1717 se le dio por parte del Concejo de Gobierno de Venecia, a un grupo de monjes armenios de la orden mequitarista quienes allí establecieron este, su célebre, monasterio rico en obras culturales, por ejemplo en su biblioteca armenia y universal.

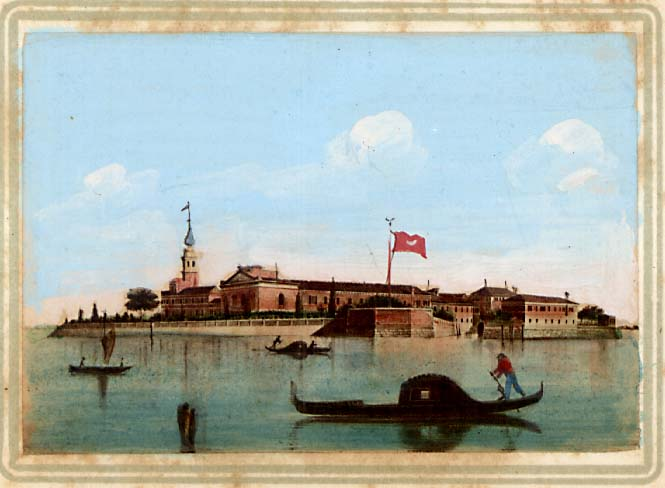
Vista de la isla de San Lázaro de los Armenios